# یشیل‌اوا (توفان بی‌لی)
یشیل‌اوا (به ترکی استانبولی: Yeşilova) یک منطقهٔ مسکونی در ترکیه است که در توفانبیلی واقع شده‌است.